# Yann Redalié
Yann Redaliè (Liévin, 1946) è un biblista e pastore protestante svizzero.
Ha insegnato Nuovo Testamento alla Facoltà valdese di teologia di Roma, di cui è stato decano dal 2010 al 2014.

## Biografia

### Studi e ambiti di ricerca
Nato a Liévin (in Francia) nel 1946, si è poi trasferito in Svizzera dove ha studiato a Ginevra conseguendovi prima la maturità classica e poi la licenza in teologia (1969). Ha conseguito un master all'Union Theological seminary di New York nel 1972 e un dottorato di ricerca con François Bovon a Ginevra con uno studio su parenesi e teologia nelle epistole pastorali (1992). 
È stato pastore evangelico a Ginevra e a Parigi nella Mission Populaire évangélique de France (Mc All Mission) dal 1969 al 1970 e dal 1972 al 1978, lettore di francese alla facoltà di lettere dell'Università di Bologna e a quella di magistero dell'Università di Ferrara (1981-1993). Dal 1994 al 2016 insegna Nuovo Testamento alla Facoltà valdese di teologia. I suoi studi si sono concentrati sulla tradizione paolina e sulla didattica del Nuovo Testamento.

## Pubblicazioni
- La Mission populaire, Ginevra, Labor et Fides, 1981.
- Paul après Paul. Le temps, le salut, la morale selon les épîtres à Timothée et à Tite, Ginevra, Labor et Fides, 1994.
- "Note introduttive sulla letteratura apocalittica e l’Apocalisse di Giovanni", in Ida De Michelis (a cura di), Apocalissi e letteratura, Roma, Bulzoni, 2005, pp. 17–29.